# Río Selbe

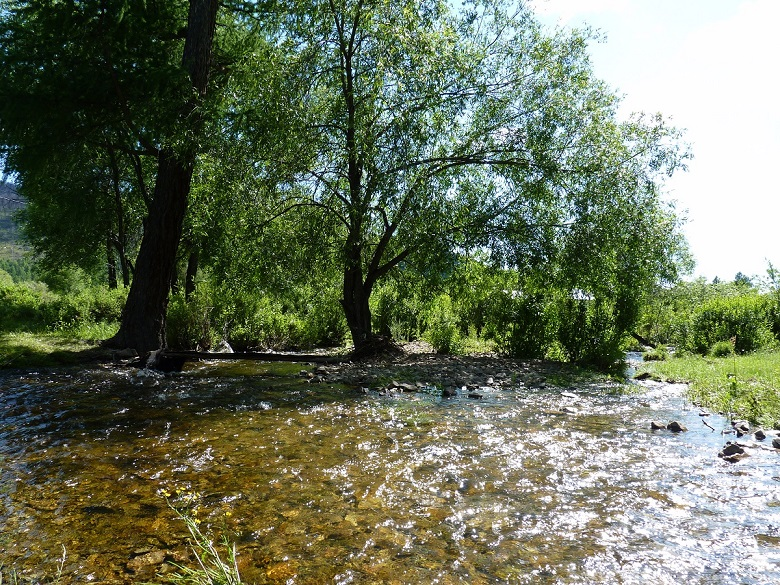
Selbe

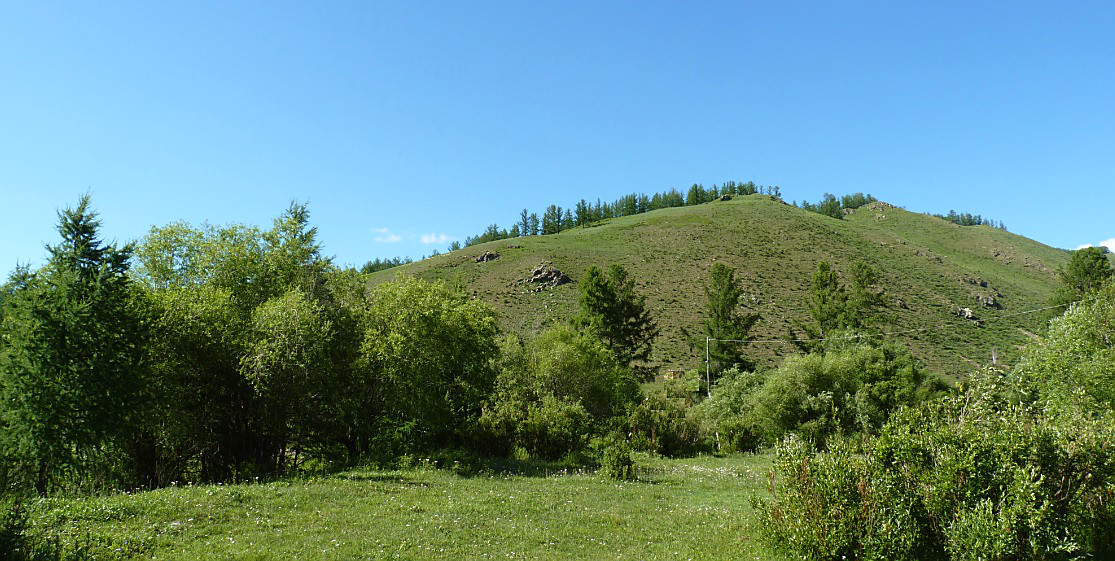
La vegetación río Selbe Maikhan Tolgoi observación en lugar seco durante verano de 2011.

Río Selbe extiende por el sur de las montañas Khentii y fluye a 1.510 metros de altitud en el centro de Mongolia. El río cubre 342.2 kilómetros cuadrados de territorio. Esta cuenca fluvial alberga 7 especies de árboles y 40 tipos de 183 especies de vegetaciones.

## Archivo de vídeo
1. Video
2. Video
3. Video
4. Video
5. Video